# Xantholinus gallicus
Xantholinus gallicus är en skalbaggsart som beskrevs av Henri Coiffait 1956. Xantholinus gallicus ingår i släktet Xantholinus, och familjen kortvingar. Arten förekommer tillfälligt i Sverige, men reproducerar sig inte.